# August Bebel
August Ferdinand Bebel (Deutz, 22 de fevereiro de 1840 – Passugg, Suíça, 13 de agosto de 1913) foi um social democrata alemão e um dos fundadores do Partido Social-Democrata da Alemanha (SPD).

## Biografia
Em 1867 August Bebel fundou o Partido Popular da Saxônia (em alemão: Sächsische Volkspartei), junto com Wilhelm Liebknecht. 
Em 7 de agosto de 1869, Bebel e Wilhelm Liebknecht participam da fundação do Partido Social Democrata dos Trabalhadores (em alemão: Sozialdemokratische Arbeiterpartei Deutschlands, SDAP). O grupo era estabelecido na cidade de Eisenach, na Turíngia, e, por isso, seus membros passaram a ser conhecidos como Eisenacher.
O pano de fundo da criação do SDAP remete à existência da Associação Geral dos Trabalhadores Alemães (em alemão: Allgemeiner Deutscher Arbeiterverein, ADAV). A agremiação, estabelecida em Leipzig, de caráter quase socialista utópico, tinha como principal teórico, desde sua fundação em 1863, Ferdinand Lassalle. Sob liderança do escritor, a ADAV pode ser considerada o primeiro partido trabalhista alemão. 
Lassalle tinha posição semelhante à de Otto von Bismarck quanto à unificação alemã: ambos estavam satisfeito com a união apenas dos estados alemães ao norte dos Alpes, sob a liderança da Prússia. Essa "pequena solução", como era encarada a unificação parcial, era contestada por parte da esquerda alemã, especialmente por Bebel e Liebknecht.
Contudo, quase cinco anos após a unificação alemã, cuja realização oficial se deu em 1871, o assunto era página virada na história. Dessa forma, em 1875, as duas agremiações, ADAV e SDAP, decidiram se fundir, passando a se chamar Partido Socialista dos Trabalhadores da Alemanha (em alemão: Sozialistische Arbeiterpartei Deutschlands, SAPD) e adotando o Programa de Gotha. Em 1890, com o fim das Leis Antissocialistas, o SAPD foi renomeado para Partido Social Democrata da Alemanha (em alemão: Sozialdemokratische Partei Deutschlands, SPD), denominação sob o qual permanece organizado até hoje. 
Depois de viver em Berlim-Schöneberg por muitos anos, onde há uma placa em sua homenagem localizada na Hauptstraße 97, morreu no dia 18 de março de 1913 durante uma visita a um sanatório na Suíça; foi enterrado em Zurique, no Friedhof Sihlfeld.